# Кубок Литви з футболу 2019
Кубок Литви з футболу 2019 — 31-й розіграш кубкового футбольного турніру в Литві. Титул володаря кубка втретє здобула Судува.

## Календар
| Раунд        | Дата                       | Матчі | Клуби   |
| ------------ | -------------------------- | ----- | ------- |
| Перший раунд | 22-26 квітня 2019          | 6     | 62 → 56 |
| Другий раунд | 24 квітня - 1 травня 2019  | 24    | 56 → 32 |
| 1/16 фіналу  | 24-28 травня 2019          | 16    | 32 → 16 |
| 1/8 фіналу   | 18-19, 26-26 червня 2019   | 8     | 16 → 8  |
| 1/4 фіналу   | 27 серпня - 8 вересня 2019 | 4     | 8 → 4   |
| 1/2 фіналу   | 17-18 вересня 2019         | 2     | 4 → 2   |
| Фінал        | 29 вересня 2019            | 1     | 2 → 1   |

## 1/16 фіналу
| Команда 1                 | Рахунок      | Команда 2                |
| ------------------------- | ------------ | ------------------------ |
| 24 травня 2019            |              |                          |
| Купішкіс (2)              | 0:0 пен. 0:3 | Мінія (Кретинга) (2)     |
| Пакруоїс (2)              | 1:3          | Невежис (2)              |
| Маріямполе Сіті (3)       | 4:3 дч       | ДФК Дайнава (2)          |
| Свейката (Кібартай) (3)   | 1:0          | Шилас (3)                |
| Кедайняй (4)              | 1:2          | ФА Шяуляй (3)            |
| 25 травня 2019            |              |                          |
| ТЕРА (3)                  | 0:2          | Банга (2)                |
| Навігаторяй (Вільнюс) (4) | 1:1 пен. 4:5 | Джюгас (Тельшяй) (2)     |
| Радвілішкіс (3)           | 1:2          | Стумбрас                 |
| 26 травня 2019            |              |                          |
| Кауно Жальгіріс           | 1:1 пен. 4:3 | Рітеряй (вільнюс)        |
| Аукштаутія (3)            | 2:3          | Судува                   |
| Гележиніс вілкас (5)      | 0:4          | Бабрунгас (Плунге) (3)   |
| Атлантас                  | 0:2          | Жальгіріс (Вільнюс)      |
| Вілтіс (Вільнюс) (3)      | 2:3          | Витіс (Вільнюс) (2)      |
| Атейтіс (Вільнюс) (3)     | 0:1          | Паланга                  |
| 27 травня 2019            |              |                          |
| Хегельман Літауен (2)     | 0:4          | Паневежис                |
| 28 травня 2019            |              |                          |
| Балтай (Кайсядорис) (4)   | 4:5 дч       | Спартакас (Укрмерге) (4) |

## 1/8 фіналу
| Команда 1                | Рахунок | Команда 2           |
| ------------------------ | ------- | ------------------- |
| 18 червня 2019           |         |                     |
| Спартакас (Укрмерге) (4) | 0:3     | Банга (2)           |
| Бабрунгас (Плунге) (3)   | 0:4     | Паланга             |
| 19 червня 2019           |         |                     |
| Жальгіріс (Вільнюс)      | +:-     | Стумбрас            |
| Маріямполе Сіті (3)      | 1:4     | Судува              |
| 25 червня 2019           |         |                     |
| Мінія (Кретинга) (2)     | 1:2     | Кауно Жальгіріс     |
| 26 червня 2019           |         |                     |
| Свейката (Кібартай) (3)  | 0:1     | Невежис (2)         |
| Джюгас (Тельшяй) (2)     | 2:1     | Витіс (Вільнюс) (2) |
| ФА Шяуляй (2)            | 1:6 дч  | Паневежис           |

## 1/4 фіналу
| Команда 1            | Рахунок      | Команда 2           |
| -------------------- | ------------ | ------------------- |
| 27 серпня 2019       |              |                     |
| Невежис (2)          | 1:5          | Жальгіріс (Вільнюс) |
| Банга (2)            | 2:2 пен. 5:4 | Кауно Жальгіріс     |
| 28 серпня 2019       |              |                     |
| Джюгас (Тельшяй) (2) | 1:1 пен. 3:5 | Паланга             |
| 8 вересня 2019       |              |                     |
| Судува               | 1:0          | Паневежис           |

## 1/2 фіналу
| Команда 1       | Рахунок | Команда 2           |
| --------------- | ------- | ------------------- |
| 17 вересня 2019 |         |                     |
| Судува          | 4:2 дч  | Жальгіріс (Вільнюс) |
| 18 вересня 2019 |         |                     |
| Банга (2)       | 2:0     | Паланга             |

## Фінал
| 29 вересня 2019 16:00 (EEST) |

| «Банга» (2) | 0:4               | «Судува»                                         |
| ----------- | ----------------- | ------------------------------------------------ |
|             | alyga.lt Протокол | 21' Тадич 56' Ренан Олівейра 89', 90+2' Топчагич |

| «Утеніс», Утена Глядачів: 1 837 Арбітр: Робертас Шмітас |